# Milwaukee Rugby Football Club
Maillots
Le Milwaukee RFC est un club de rugby à XV américain basé à Milwaukee au Wisconsin.

## Palmarès
- Champion de la Men's D1 Club Championship en 1985.